# Giuseppe Giani
Giuseppe Giani (Cerano d'Intelvi, 17 settembre 1829 – Torino, 17 dicembre 1885) è stato un pittore italiano e padre del pittore Giovanni Giani.

## Biografia
Giuseppe Giani nacque a Cerano d'Intelvi, il 17 settembre 1829, da Tommaso e dalla madre, Giovanna, di cui si tramandano solamente il nome di battesimo ed il luogo di origine, Dizzasco.
Proveniente da una famiglia di umili origini, in gioventù si trasferì a Milano per lavorare come apprendista muratore, frequentando i corsi serali delle Scuole degli Artefici presso l'Accademia di Belle Arti di Brera. 
Nei primi anni di attività si indirizzò verso la pittura ritrattistica, che gli consentì di trarre un immediato beneficio economico dalla propria attività, permettendogli inoltre di entrare in contatto con esponenti di spicco della società torinese del tempo, fra cui l'impresario "P. Giani" (nelle fonti non si tramanda il nome completo), il cui supporto economico gli permise di frequentare corsi di studio regolari presso l'Accademia Albertina.
Nel 1860 venne nominato professore di pittura presso l'Accademia Albertina di Torino, dove insegnò fino al 1885, anno della morte, venendo insignito della Croce di Cavaliere per i propri meriti nel corso dell'espletamento dell'incarico.
Nello stesso 1860 sposò a Torino la figlia del suo benefattore, Giuseppina Giani. Dall'unione nacque, nel 1866, Giovanni, che il Giani introdusse sin da giovane alla pittura.
Giuseppe Giani morì a Torino il 17 dicembre 1885.